# Агреман
Агрема́н (від фр. agrément «згода») — попередня згода уряду однієї держави на прийняття певної особи як глави дипломатичного представництва іншої. Агреман визначений міжнародним правом і закріплений Віденською конвенцією про Міжнародні дипломатичні відносини (1961 рік).

## Процедура
Запит на агреман — це одна зі стадій процесу призначення глави дипломатичного представництва, який називається акредитацією. Повна структура процедури:
1. підбір кандидатури посла або посланника
2. запит на агреман
3. видання акта внутрішнього права, що законодавчо оформляє призначення
4. одночасне (в обох столицях) офіційне повідомлення в ЗМІ про призначення
5. видача вірчих грамот
6. попередня авдієнція у міністра закордонних справ країни перебування після прибуття посла чи посланника та передання міністру копії вірчих грамот
7. вручення вірчих грамот (главі держави) під час офіційної церемонії і відтак початок дипломатичної місії цього представника.

Головний з етапів — запит зацікавленої держави на агреман, тобто згоду країни майбутнього перебування на призначення певної особи послом, посланником чи постійним повіреним у справах. У ст. 4 Віденської конвенції це положення трактується так: «Акредитуюча держава повинна переконатися в тому, що держава перебування дала агреман на ту особу, яку вона має намір акредитувати як главу представництва в цій державі». Далі, у пункті 2 ст. 4, зазначається: «Держава перебування не зобов'язана повідомляти акредитуючій державі мотиви відмови в агремані». Важливо наголосити, що надання агреману або відмова в ньому стосується лише конкретної особи цього дипломатичного агента і жодною мірою не означає підтвердження, а тим паче перегляду досягнутої раніше домовленості між державами про встановлення дипломатичних відносин та обмін дипломатичними представництвами. Більше того, для решти співробітників дипломатичного представництва не потрібно ніякої попередньої згоди з боку країни перебування. Досить отримання лише в'їзної візи (там, де це вимагається) й офіційного повідомлення (нотифікації) про «призначення співробітників представництва, їх прибуття та про їх остаточний від'їзд або про припинення їхніх функцій в представництві» (ст. 10, п. «а» Віденської конвенції). Запит на агреман і отримання останнього здійснюється через дипломатичні канали (МЗС і посольства держав-контрагентів). Якщо відповідь негативна або її не отримано взагалі (термін для відповіді, як правило, до одного місяця), вся процедура запиту на агреман повторюється знову, доки не буде отримано згоду на нову кандидатуру.
Поряд із двома вищезгаданими різними правовими ситуаціями (необхідність агреману для глави представництва і вільне, по суті, призначення членів персоналу представництва акредитуючої держави) є ще третя — проміжна, що виникає під час призначення військових, військово-повітряних і військово-морських аташе. Ст. 7 Віденської конвенції вказує, що країна перебування може запропонувати, щоби прізвища цих членів персоналу представництва заздалегідь повідомлялися їй для отримання згоди. Це не отримання агреману в чистому вигляді, проте дуже подібна протокольна процедура. З агреманом її поєднує те, що згода має бути отримана з боку країни перебування заздалегідь, тобто до призначення; відмінність полягає в тому, що вказана процедура не є загальнообов'язковою і не застосовується всіма державами. Деякі з них задовольняються звичайною нотифікацією вже після призначення, яке відбулося за тією ж схемою, що й для решти співробітників представництва.
Щодо глав представництв, то після отримання агреману та юридичного оформлення призначення згідно з конституційною процедурою акредитуючої держави посол або посланник, який скеровується до місця своєї служби, отримує підписаний главою держави та скріплений візою міністра закордонних справ особливий документ — вірчі грамоти.